# اتحاد جزر القمر لكرة القدم

الشعار السابق للاتحاد

تأسس اتحاد جزر القمر لكرة القدم (بالفرنسية: Fédération de Football des Comores)‏ في عام 1979 وانضم إلى الإتحاد الدولي لكرة القدم في 2005 وإنضم إلى الاتحاد الأفريقي لكرة القدم في 2000.